# Happy (chanson de C2C)
Pour les articles homonymes, voir Happy.
 (février 2013).
Si vous disposez d'ouvrages ou d'articles de référence ou si vous connaissez des sites web de qualité traitant du thème abordé ici, merci de compléter l'article en donnant les références utiles à sa vérifiabilité et en les liant à la section « Notes et références ».
Singles de C2C
The Cell
(2012) Delta
(2012)
Pistes de Tetr4
Who Are You
(Feat. Olivier Daysoul) Give Up the Ghost 
(Feat. Jay-Jay Johanson)
Happy est une chanson du groupe français C2C sortie en décembre 2012 à la radio. Le single sort sous le label On And On et est distribué par Universal.
Le 12 décembre à 12 heures, 12 minutes et 12 secondes sort le clip Happy annoncé sur la page Facebook du groupe, avec Wendy Morgan aux commandes.

## Classements
| Classement | Classement    | Classement    | Classement | Classement |
| France     | Belgique (Wa) | Belgique (Vl) | Pays-Bas   | Suisse     |
| ---------- | ------------- | ------------- | ---------- | ---------- |
| 13         | 10            | 23 (tip)      | 76         | 60         |